# Thury Zsuzsa
Thury Zsuzsa, születési és 1909-ig használt nevén Köpe Zsuzsanna (Budapest, 1901. április 22. – Budapest, 1989. október 14.) magyar író, Thury Zoltán lánya, Thury Lajos húga, 1932–1936 között Traub Vilmos szívsebész, majd Sándor Kálmán író felesége, Horváth Zoltán újságíró unokatestvére. Nővérének, Thury Erzsébetnek az unokája Bächer Iván, író, újságíró, publicista.

## Életútja
Debrecenben érettségizett 1918-ban. 1921-től a Pesti Naplóban jelentek meg novellái. Első önálló elbeszéléskötete Debrecenben jelent meg 1927-ben. 1927–1929 között Párizsban élt, a Pesti Napló párizsi tudósítója volt, rövid ideig a Sorbonne-on folytatott tanulmányokat. Hazatérése után, 1930–1936 között a kolozsvári Ellenzék című lap belső munkatársa volt, szerepelt az Új arcvonal című antológiában. Ezeknek az éveknek irodalmi és társadalmi életét dolgozta föl a Barátok és ellenségek című visszaemlékezésében.
1936-tól Budapesten folytatta írói tevékenységét. 1945-ig legtöbb regénye irodalmi sorozatokban jelent meg. Rigó utca 20–22 című, a Révai Kiadónál megjelent regényében a kritika figyelemre méltónak találta elbeszélő modorát, az elmélyült lélektani ábrázolást. 1945 után megjelent regényeit, ifjúsági regényeit önéletrajzi motívumok szövik át. Ördögtánc című regényében apjának alakját elevenítette föl, A fivér című regény hősét Thury Lajosról mintázta. Októbertől februárig című regényében családja ostrom alatti hónapjait elevenítette fel. Válogatásában és előszavával jelent meg Thury Zoltán elbeszélésgyűjteménye.

## Művei
- A Szentpétery gyerekek (1931)
- Schmitt Terka (1937)
- Rigó utca 20–22 (1941)
- Két asszony (1942)
- Botrány Körösváron (1942)
- Furcsa tolvaj (1942)
- János doktor két menyasszonya (1942)
- A könnyelmű Balogh-lány (1942)
- A világ legjobb embere (1942)
- Az ügyetlen asszony (1943)
- A titokzatos ismeretlen (1943)
- A professzor lánya (1943)
- Második házasság (1943)
- Magda titka (1943)
- Anya nem megy férjhez (1943)
- Katit visszalopják (1944)
- A nagy riport (1944)
- Rejtelmes mosoly (1944)
- Az áruló (1946)
- Szerelmes idegenek (1947)
- Válás után (1947)
- Bányai Júlia (1951)
- Egy fedél alatt (1952)
- A francia kislány (1953)
- Virradat előtt (1955)
- Zalai nyár (1955)
- Mostohatestvérek (1956)
- Ördögtánc (1958)
- A jó fiú (1959)
- Angéla (1961)
- A tűzpiros üveggömb (1962)
- Bűvös kör (1965)
- Körülményes ifjúság (1967)
- Apollónia kisasszony vendégei (1968)
- Tű a lemezen (1969)
- A bécsi országút (1973)
- Az amerikai nagynéni (1973)
- Buksi a repülőgépen (1975)
- Játék (1976)
- Októbertől februárig (1977)
- Szökés karácsonykor (1977)
- Barátok és ellenfelek (1979)
- Júlia vándorévei (1981)
- Családi dolgok (1982)
- Amerikából jöttem (1983)
- A fivér (1988)
- Az öreg hölgy történetei (1990)

## Műfordításai
- Jo van Ammers-Küller(wd): Coornvelt Erzsébet házassága (1943)
- Anna Seghers: A hetedik kereszt (1949)
- Anna Seghers: Gyerekek (1955)

## Díjai, elismerései
- József Attila-díj (1953, 1954, 1957)
- Munka Érdemrend (1956, 1961)
- Munka Érdemrend arany fokozata (1971)[8]
- Április Negyedike érdemrend (1986)[9]

## Származása
| Thury Zsuzsa (Budapest, 1901. ápr. 22. – Budapest, 1989. okt. 14.) író, újságíró | Apja: Thury Zoltán (Kolozsvár, 1870. márc. 7. – Budapest, 1906. aug. 27.) író, újságíró | Apai nagyapja: újfalussi Köpe Lajos (1831 körül – Kolozsvár, 1880. febr. 23.) százados            | Apai nagyapai dédapja: n.a.                  |
| Thury Zsuzsa (Budapest, 1901. ápr. 22. – Budapest, 1989. okt. 14.) író, újságíró | Apja: Thury Zoltán (Kolozsvár, 1870. márc. 7. – Budapest, 1906. aug. 27.) író, újságíró | Apai nagyapja: újfalussi Köpe Lajos (1831 körül – Kolozsvár, 1880. febr. 23.) százados            | Apai nagyapai dédanyja: n.a.                 |
| Thury Zsuzsa (Budapest, 1901. ápr. 22. – Budapest, 1989. okt. 14.) író, újságíró | Apja: Thury Zoltán (Kolozsvár, 1870. márc. 7. – Budapest, 1906. aug. 27.) író, újságíró | Apai nagyanyja: lozsádi Zudor Klára                                                               | Apai nagyanyai dédapja: lozsádi Zudor Sámuel |
| Thury Zsuzsa (Budapest, 1901. ápr. 22. – Budapest, 1989. okt. 14.) író, újságíró | Apja: Thury Zoltán (Kolozsvár, 1870. márc. 7. – Budapest, 1906. aug. 27.) író, újságíró | Apai nagyanyja: lozsádi Zudor Klára                                                               | Apai nagyanyai dédanyja: n.a.                |
| Thury Zsuzsa (Budapest, 1901. ápr. 22. – Budapest, 1989. okt. 14.) író, újságíró | Anyja: Marton Gizella (Budapest, 1875. febr. 12. – Budapest, 1958. dec. 5.)             | Anyai nagyapja: Marton Imre (Sátoraljaújhely, 1841 – Budapest, 1914. jan. 19.) szatócs, kereskedő | Anyai nagyapai dédapja: Moskowitz N.         |
| Thury Zsuzsa (Budapest, 1901. ápr. 22. – Budapest, 1989. okt. 14.) író, újságíró | Anyja: Marton Gizella (Budapest, 1875. febr. 12. – Budapest, 1958. dec. 5.)             | Anyai nagyapja: Marton Imre (Sátoraljaújhely, 1841 – Budapest, 1914. jan. 19.) szatócs, kereskedő | Anyai nagyapai dédanyja: n.a.                |
| Thury Zsuzsa (Budapest, 1901. ápr. 22. – Budapest, 1989. okt. 14.) író, újságíró | Anyja: Marton Gizella (Budapest, 1875. febr. 12. – Budapest, 1958. dec. 5.)             | Anyai nagyanyja: Manheit Regina (Pest, 1847–?)                                                    | Anyai nagyanyai dédapja: Manheit Adolf       |
| Thury Zsuzsa (Budapest, 1901. ápr. 22. – Budapest, 1989. okt. 14.) író, újságíró | Anyja: Marton Gizella (Budapest, 1875. febr. 12. – Budapest, 1958. dec. 5.)             | Anyai nagyanyja: Manheit Regina (Pest, 1847–?)                                                    | Anyai nagyanyai dédanyja: n.a.               |